# Mayuko Aoki
Pour les articles homonymes, voir Aoki.
Mayuko Aoki (青木 麻由子, Aoki Mayuko) est une seiyū (doubleuse japonaise) et une actrice, née le 17 décembre 1975, dans la préfecture de Kōchi, au Japon.

## Rôles principaux
- Yoriko Sannou dans Aquarian Age: Sign for Evolution
- Selphie Tilmitt dans le jeu Kingdom Hearts
- Yuna dans Final Fantasy X et Final Fantasy X-2

Comme capture de mouvement :
- Rinoa Heartilly, Edea Kramer Final Fantasy VIII
- Garnet Til Alexandros XVII dans Final Fantasy IX
- Tifa Lockheart Final Fantasy VII Advent Children